# Maximilian von Hagenow
Maximilian (Carl August Friedrich Robert) von Hagenow (* 9. März 1844 in Langenfelde; † 14. Februar 1906 in Metz) war ein preußischer General der Kavallerie. 

## Leben
Als Sohn von Gustav von Hagenow (1813–1876) und dessen erster Ehefrau Luise Finelius (1813–1859), Tochter von Johann Christian Friedrich Finelius, studierte Maximilian von Hagenow an der Rheinischen Friedrich-Wilhelms-Universität und wurde dort Mitglied des Corps Hansea Bonn. Er trat in die Preußische Armee, wurde 1865 Sekondeleutnant und nahm ein Jahr später am Deutschen Krieg teil. Der Besuch der Kriegsakademie (1869–1873) wurde durch den Deutsch-Französischen Krieg unterbrochen. Hagenow diente als Ordonnanzoffizier bei der 22. Infanterie-Division und wurde 1874 zum Großen Generalstab kommandiert. Seit 1875 war er Adjutant der 25. Kavallerie-Brigade (Großherzoglich Hessische) in Darmstadt. 1882 wurde er in das Hauptquartier der British Army in Ägypten entsandt. Seit 1885 Major, besuchte er die Militärmanöver der britischen Truppen in den nordwestlichen Provinzen des Kaiserreichs Indien. 1891 wurde er zum Regimentskommandeur des 2. Rheinischen Husaren-Regiments Nr. 9 ernannt und 1893 zum Oberst befördert. 1895 wurde er Brigadekommandeur der 15. Kavallerie-Brigade in Köln, 1897 Generalmajor, 1899 Inspekteur der 1. Kavallerie-Inspektion in Königsberg, 1900 schließlich Generalleutnant und Generalinspekteur der Kavallerie. Als Gouverneur von Köln (1901) und Metz (1903) starb Hagenow mit sechzig Jahren.
Hagenow heiratete am 15. März 1884 in Berlin Marie Treutler (* 9. Oktober 1857 in Pitschen; † 23. Februar 1935 in Berlin-Schlachtensee). Aus dieser Ehe stammen die beiden Söhne Max und Viktor von Hagenow, deren Familien und mehreren Enkelkindern.

## Auszeichnungen
- Roter Adlerorden II. Klasse mit Eichenlaub und dem Stern[2]
- Kronenorden II. Klasse[2]
- Eisernes Kreuz (1870) I. Klasse[2]
- Rechtsritter des Johanniterordens[2]
- Preußisches Dienstauszeichnungskreuz[2]
- Offizier des Bayerischen Militärverdienstordens[2]
- Ehrenkreuz des Greifenordens[2]
- Mecklenburgisches Militärverdienstkreuz II. Klasse[2]
- Komtur II. Klasse des Herzoglich Sachsen-Ernestinischen Hausordens[2]
- Offizier des Belgischen Leopoldsordens[2]
- Ritter des Ordens der Krone von Italien[2]
- Orden des Heiligen Wladimir IV. Klasse[2]
- Russischer Orden der Heiligen Anna II. Klasse[2]
- Kommandeur II. Klasse des Schwertordens[2]
- Osmanje-Orden III. Klasse[2]
- Mecidiye-Orden III. Klasse[2]